# Kalachi
Kalachi (en kazakh : Кaлaчи) est une localité du nord du Kazakhstan , dans le district d'Esil et la région d'Akmola. Elle est située sur la rive droite de l'Ichim, à 35 km au nord d'Esil.

## «Épidémie de sommeil»
Depuis 2011, plusieurs dizaines de personnes de cette localité de 680 habitants ont été victimes de pertes de connaissance profondes et soudaines, pouvant durer de deux à six jours. Plusieurs explications ont été avancées, notamment la présence, à proximité, des mines d'uranium de Krasnogorsk, mais le phénomène demeure mystérieux,. Certains habitants soupçonnent un gaz qui proviendrait du sol, en raison d'un lien supposé entre les endormissements et la force du vent.
En juillet 2015, le gouvernement kazakh annonce que le mystère est résolu. Les pertes de connaissance soudaines seraient dues à la combinaison de trois facteurs : la baisse du taux d'oxygène, l'augmentation du taux de monoxyde de carbone et de celui d'hydrocarbures. Ces trois facteurs seraient eux-mêmes la conséquence du pourrissement des structures en bois de la mine d'uranium locale. Le fait que des tests sanguins pour dépister la présence de monoxyde de carbone dans le sang des habitants aient été négatifs laisse cependant planer un doute sur cette explication.
En conséquence de l'« épidémie de sommeil », les habitants de Kalachi et de la bourgade voisine de Krasnogorsk sont peu à peu relocalisés hors de la zone.